# ساشا توكسار
ساشا توكسار مواليد 12 مايو 1983 في تشاكوفيتش، كرواتيا، هو لاعب كرة مضرب كرواتي سابق بدأ مسيرته كمحترف سنة 2002 وكان يلعب باليد اليمنى. أعلى تصنيف له في الفردي كان المركز الـ 153 في سنة 2005. أعلى تصنيف له في الزوجي كان المركز الـ 397 في سنة 2007.

## روابط خارجية
- ساشا توكسار على موقع رابطة محترفي التنس (الإنجليزية)
- ساشا توكسار على موقع الاتحاد الدولي لكرة المضرب (الإنجليزية)
- ساشا توكسار على موقع خلاصة التنس.كوم (الإنجليزية)